# Anthreptes rubritorques
Anthreptes rubritorques là một loài chim trong họ Nectariniidae.